# Narcyz Putz
Narcyz Putz (ur. 28 października 1877 w Sierakowie, zm. 5 grudnia 1942 w Dachau) – polski duchowny katolicki, błogosławiony Kościoła rzymskokatolickiego, administrator i proboszcz parafii Najświętszego Serca Jezusa w Bydgoszczy (1920–1925), proboszcz parafii pw. św. Wojciecha w Poznaniu (1925–1939), działacz społeczny i polityczny.

## Życiorys

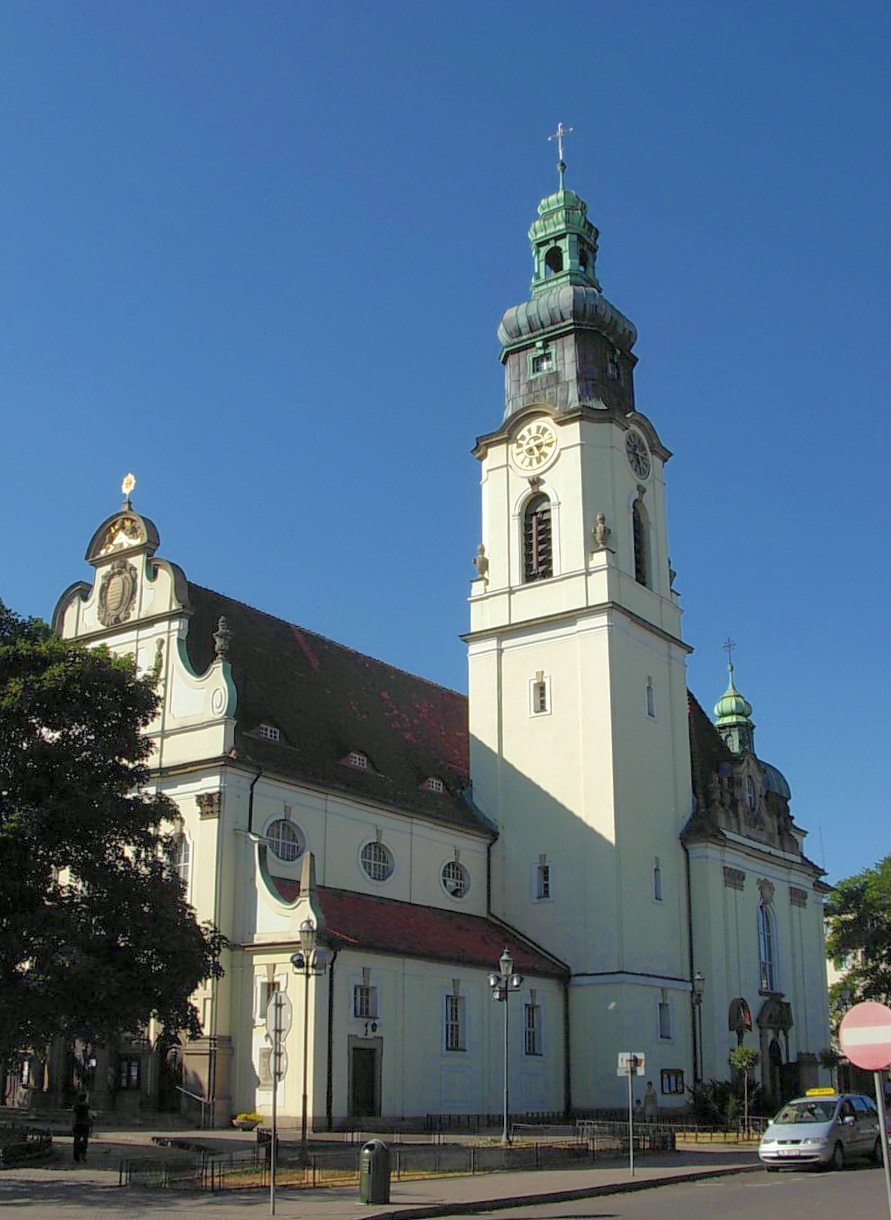
Kościół Najświętszego Serca Pana Jezusa w Bydgoszczy, w którym w latach 1920–1925 pracował bł. ks. Narcyz Putz

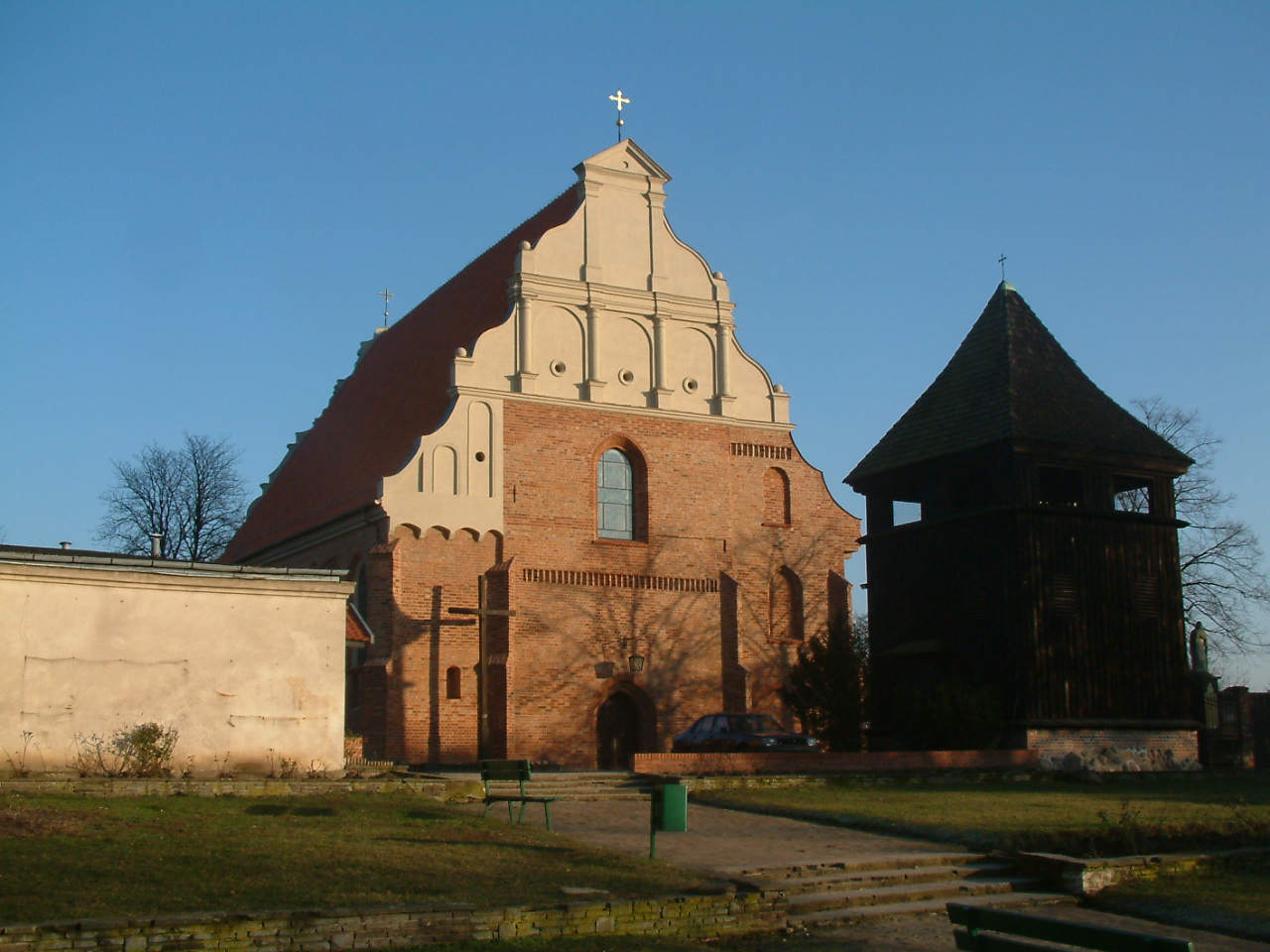
Kościół św. Wojciecha w Poznaniu, w którym pracował w latach 1925–1939

Urodził się 28 listopada 1877 w Sierakowie, w Wielkopolsce. Był synem Władysława, karczmarza i Józefy z Brodniewiczów. Uczęszczał do gimnazjum św. Marii Magdaleny w Poznaniu, gdzie w 1898 uzyskał świadectwo dojrzałości. Studiował w seminariach duchownych w Poznaniu i w Gnieźnie. Święcenia kapłańskie przyjął 15 grudnia 1901 w Gnieźnie.
Początkowo był administratorem parafii w Boruszynie, a następnie: wikariuszem substytutem w Obrzycku, drugim mansjonarzem i wikariuszem w Szamotułach, wikariuszem we Wronkach, a następnie proboszczem w parafii św. Mikołaja w Ludzisku. Udzielał się w różnych stowarzyszeniach polskich. Wygłaszał odczyty z historii Polski. Przed I wojną światową uczestniczył w ruchu spółdzielczym w Szamotułach oraz wyjeżdżał do Niemiec, gdzie wspomagał Związek Polaków. Był członkiem Ligi Narodowej.

### Proboszcz w Bydgoszczy
Od lutego 1920 był administratorem okręgu duszpasterskiego przy kościele Najświętszego Serca Pana Jezusa w Bydgoszczy. 10 kwietnia 1924 został mianowany administratorem nowo powołanej bydgoskiej parafii pw. Serca Jezusa (obecnie Najświętszego Serca Pana Jezusa). Był skutecznym polonizatorem parafii, w okolicy niegdyś zamieszkałej przez ludność niemiecką, a po 1920 zastąpioną przez ludność polską. Zapoczątkował odwiedzanie parafian w ich domach tzw. kolędę, organizował polskie duszpasterstwo, zlikwidował kazania niemieckie (Niemców na mszy św. było niewielu). Pomimo skarg mniejszości niemieckiej nie ulegał presji tego środowiska.
Szczególną uwagę przywiązywał do duszpasterstwa dzieci. Był współorganizatorem i jednym z najaktywniejszych członków Komitetu Kolonii Feryjnych, dla którego zakupił gospodarstwa w Jastrzębcu pod Bydgoszczą. W 1924 z wyjazdów wakacyjnych skorzystało ok. 200 dzieci.
Oprócz spełniania rozlicznych obowiązków duszpasterskich, aktywnie uczestniczył w życiu społecznym miasta. W sierpniu 1920 r. został mianowany radnym tymczasowej Rady Miejskiej, a w listopadzie 1921 został wybrany do Rady Miejskiej (1922–1925) z listy Polskiego Komitetu Wyborczego. Reprezentował w Radzie Chrześcijańsko-Narodowe Stronnictwo Pracy. Był członkiem i przez krótki okres przewodniczącym Wydziału Rachunkowego Rady Miejskiej. Wchodził w skład kilku deputacji miejskich: bibliotecznej, teatralnej, szkolnej oraz komisji gospodarczej.

### Proboszcz w Poznaniu
9 września 1925 otrzymał instytucję kanoniczną na beneficjum dużej parafii św. Wojciecha w Poznaniu. Jako proboszcz kontynuował prace restauratorskie i upiększające w poznańskim kościele św. Wojciecha. W październiku 1930 został mianowany radcą duchownym ad honores, a w 1937 kanonikiem honorowym Kapituły Metropolitalnej w Poznaniu. Przez wiele lat był członkiem Rady Administracyjnej Archidiecezji Poznańskiej. Pełnił funkcję inspektora duchownego nauki religii (zwolniony na własną prośbę w 1932) oraz był członkiem honorowym Korporacji Akademickiej Surma.
Był także prezesem Związku Kapłanów „Unitas” na miasto Poznań oraz pełnomocnikiem kurii poznańskiej dla przeciwdziałania masonerii i pokrewnych organizacji. Miał opinię dobrego kaznodziei i spowiednika. Bardzo aktywnie uczestniczył w pracach nad tworzeniem i rozwojem katolickich czasopism religijnych w Poznaniu. W końcu lat 20. i w latach 30. był redaktorem wielu poznańskich pism parafialnych o treści wychowawczo-pastoralnej.
Podobnie jak w Bydgoszczy, również w Poznaniu aktywnie uczestniczył w życiu politycznym i społecznym. W latach 1929–1933 był radnym miejskim z listy „Narodowego Obozu Gospodarczego”. W Radzie Miejskiej Poznania pracował w komisjach Finansowo-Budżetowej i Rachunkowo-Kasowej. Jako radny wchodził w skład Deputacji Parków i Ogrodów Miejskich oraz zarządu majątku miejskiego w Naramowicach. W latach 1925–1933 zasiadał w komitetach wyborczych do rad miejskich i parlamentu. Od 1916 r. był także członkiem zwyczajnym Poznańskiego Towarzystwa Przyjaciół Nauk.

### Więzień niemieckiej nazistowskiej machiny terroru

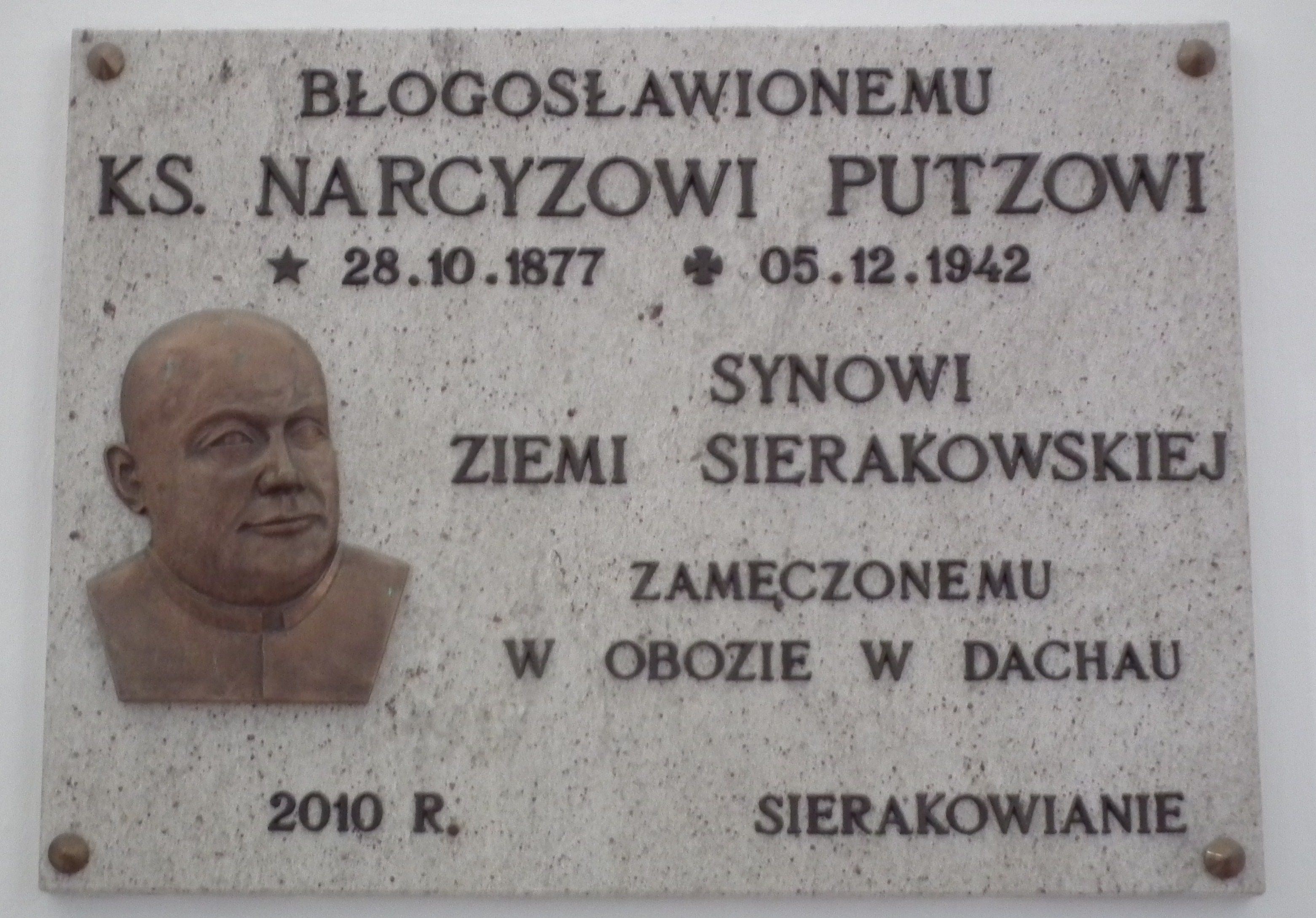
Tablica w Sierakowie

Po najeździe Niemiec na Polskę we wrześniu 1939 r. znalazł się w Warszawie. Tam 4 października został aresztowany przez Gestapo i uwięziony na Pawiaku. Zwolniony po dwóch tygodniach, powrócił do Poznania, lecz już 9 listopada 1939 r. został ponownie aresztowany i osadzony w Forcie VII, gdzie przeszedł prawdziwą gehennę. Mimo różnego rodzaju szykan i tortur, zachowywał cierpliwość i wspierał współwięźniów.
24 kwietnia 1940 został przewieziony do niemieckiego obozu koncentracyjnego w Dachau. Należał do pierwszego transportu więźniów polskich do Dachau.
6 czerwca tego roku osadzono go w obozie w Gusen, lecz 8 grudnia 1940 powrócił do Dachau, gdzie otrzymał numer obozowy 22064.
W Gusen pracował w kamieniołomach i przy budowie obozu. Chory na serce, bez jednej nerki, przetrwał skrajnie trudne warunki egzystencji obozowej. Po kryjomu organizował modlitwy i nabożeństwa oraz podnosił współwięźniów na duchu. Po przewiezieniu do Dachau pracował najpierw na plantacjach, a później w pończoszarni. Zmarł na rewirze w Dachau 5 grudnia 1942 na zapalenie płuc.

## Ordery i odznaczenia
- Złoty Krzyż Zasługi (11 listopada 1936)[4]
- Medal Niepodległości (19 czerwca 1938)[5]

## Beatyfikacja
13 czerwca 1999 został beatyfikowany w Warszawie przez papieża Jana Pawła II w grupie 108 błogosławionych męczenników, ofiar II wojny światowej. Jego wspomnienie liturgiczne obchodzone jest w dzienną pamiątkę śmierci i w grupie 108 męczenników.